# Zamarada exigua
Zamarada exigua là một loài bướm đêm trong họ Geometridae.